# Широ Тешима
Широ Тешима (јап. 手島 志郎; 26. фебруар 1907 — 6. новембар 1982) био је јапански фудбалер.

## Репрезентација
За репрезентацију Јапана дебитовао је 1930. године. За тај тим је одиграо 2 утакмице и постигао 2 гола.

## Статистика
| Јапан  | Јапан   | Јапан  |
| Година | Наступи | Голови |
| ------ | ------- | ------ |
| 1930.  | 2       | 2      |
| Укупно | 2       | 2      |